# Domenico da Capodistria
Domenico da Capodistria (Capodistria, XIV secolo – Vicovaro, 1464) è stato un architetto e scultore istriano.

## Biografia

La facciata della basilica di Santa Maria di Collemaggio attribuita a Domenico da Capodistria.

Le notizie sulla sua vita sono molto scarne. Nacque sul finire del XIV secolo in Istria e fu inizialmente attivo a Castelnuovo d'Arsa ed a Venezia.
Successivamente si trasferì in Italia Centrale dove, nella prima metà del XV secolo, lavorò al completamento della basilica di Santa Maria di Collemaggio, all'Aquila; qui contribuì alla realizzazione della pregevole facciata d'influenza orientale e veneziana — e che alcuni storici attribuiscono totalmente a lui — nonché alla finitura del portale principale in stile tardo gotico.
Venne quindi chiamato da Giovanni Antonio Orsini, conte di Tagliacozzo, a realizzare il tempio di San Giacomo a Vicovaro il cui portale riporta lo stesso schema già visto in precedenza a Collemaggio. Durante i lavori si verificarono tuttavia dapprima la morte dell'Orsini (1456) quindi quella dello stesso artista istriano e pertanto il tempio venne completato successivamente da altri autori, tra cui Giovanni Dalmata.
Domenico da Capodistria fu probabilmente anche tra gli artisti che edificarono l'arco trionfale del Castel Nuovo a Napoli. Il suo nome compare nel Trattato di Architettura del Filarete, che lo individua come uno degli artisti che avrebbero potuto contribuire alla realizzazione della città ideale Sforzinda.